# Майкл Стеммле
Майкл Стеммле (1967 ) — геймдизайнер, сценарист і провідний розробник комп'ютерних ігор, найбільш відомий як творець графічних квестів та інших ігор компанії LucasArts 1990-х роках і початку 2000-х років.

### Життєпис
Навчався у Стенфордському університеті, де писав сценарії жартівливих виступів студентського оркестру та скетчі для щорічного музичного шоу Big Game Gaieties. Після закінчення університету вступив на роботу до LucasArts. Після 14 років роботи пішов з компанії слідом за скасуванням у 2004 році гри Sam & Max Freelance Police. Після роботи як фрілансер співпрацював з компанією в Perpetual Entertainment, потім недовго займав посаду провідного сценариста гри Star Trek Online. У лютому 2008 року разом з кількома колишніми співробітниками LucasArts прийшов на роботу до компанії Telltale Games. Працював над першою версією The Wolf Among Us, перш ніж проект був перероблений, також брав участь у створенні гри Tales from the Borderlands, перш ніж покинув компанію у травні 2014 року.

## Відеоігри
- 1990 The Secret of Monkey Island — дизайнер, 256-кольорова версія
- 1992 — Indiana Jones and the Fate of Atlantis — провідний сценарист, помічник дизайнера, програміст
- 1993 Sam & Max Hit the Road — провідний розробник, дизайнер
- 1996 Afterlife — провідний розробник, дизайнер
- 2000 Escape from Monkey Island — провідний розробник, дизайнер
- 2002 Star Wars Jedi Knight II: Jedi Outcast — сценарист
- 2004 Sam &amp; Max Freelance Police (скасована) — провідний розробник, дизайнер
- 2005 Star Wars: Battlefront II — сценарист
- 2007 Star Trek Online (скасована) — провідний сценарист
- 2008 Strong Bad's Cool Game for Attractive People — дизайнер, сценарист
- 2009 Tales of Monkey Island — дизайнер, сценарист
- 2010 Sam &amp; Max: The Devil's Playhouse — дизайнер, сценарист
- 2011 Back to the Future: The Game — дизайнер, сценарист
- 2013 Poker Night 2 — сценарист, програміст
- 2014 The Wolf Among Us (перша версія) — дизайнер, сценарист
- 2014 Tales from the Borderlands — дизайнер